# Ceratitis scaevolae
Ceratitis scaevolae är en tvåvingeart som först beskrevs av Munro 1929.  Ceratitis scaevolae ingår i släktet Ceratitis och familjen borrflugor. Inga underarter finns listade i Catalogue of Life.